# OMS (bande dessinée)
 (novembre 2016).
- Si vous ne connaissez pas le sujet, laissez ce bandeau (vous pouvez alors contacter les auteurs).
- Si vous supprimez le contenu mis en cause (vous pouvez préalablement contacter les auteurs),

argumentez précisément cette suppression dans la page de discussion
(un manque de référence n'est pas un argument ; une recherche réelle de référence doit avoir été effectuée, être formellement documentée).
 (avril 2018).
Pour les articles homonymes, voir OMS (homonymie).
OMS est une bande dessinée (1963-1967) de 23 épisodes de six pages soit 138 planches. Elle a été créée par F. Nusselein et Claude Pascal.
L'histoire raconte les aventures de trois médecins de l’Organisation mondiale de la santé, Pierre Léger, Indra Shannon et Djimé Momar dans différents endroits du globe.

## Auteurs
Rendre une série d’aventures haletante avec six planches par épisode est une gageure que le scénariste n’a pas été en mesure de relever, pas plus d’ailleurs que d’approfondir les caractères de ses personnages. Pour autant F. Nusselein a livré pour Pilote quelques énigmes policières ou récits d’action de bon aloi. Il n’en reste pas moins vrai qu’il est complètement oublié dans le Petit Pilote Illustré du no 385 (9 mars 1967)[Interprétation personnelle ?]. Ce dictionnaire de 64 pages reprenait pourtant tous les collaborateurs de la revue jusqu’au maquettiste mais sans mentionner le scénariste de cette série. Figurait néanmoins le dessinateur, Claude Pascal, collaborateur régulier de l’hebdomadaire toujours sur des récits courts ou des illustrations historiques prolongeant les Pilotoramas.

## Intérêt de la série
L’intérêt de la série réside davantage sur le témoignage d’une époque que sur la qualité narrative du récit. En choisissant trois personnages issus des trois « vieux continents » (Afrique, Asie, Europe), l’auteur s’inscrivait dans un contexte de décolonisation. En en faisant des médecins de l’OMS, il leur permettait non seulement de voyager sur tous les coins du globe mais contribuait à affirmer la foi dans les progrès d’une science qui allait régler tous les problèmes.
Il y a d’ailleurs peu de vrais « méchants » dans ces histoires. Ceux qui s’opposent à nos héros le font pour préserver des traditions anciennes mais sauvés par les traitements médicaux s’en retournent convaincus, prêts à prêcher les bienfaits de la modernité.
Elles amusent par leur naïveté et la croyance dans la modernité et l’efficacité de la science. À titre d’exemple, nos héros « bombardent » littéralement, comme il était d’usage à l’époque, une région entière de DDT pour mieux éradiquer les moustiques porteurs du paludisme. On sait aujourd’hui que ce produit peut être cancérigène.
Dans la même mesure, l’épisode 10 sur les effets du haschich prête légèrement à sourire ou encore dans l’épisode 3 où on affirme qu’il est/sera possible de se faire vacciner contre les méfaits de l’opium.
F. Nusselein essaie de coller le plus possible à l’actualité. Quand il scénarise un tremblement de terre en Iran, il fait allusion à celui de Buin Zahra  le 1er septembre 1962 (7,1 sur l’échelle de Richter et plus de 12 000 morts).
Il évoque également les campagnes d’éradication de la variole déclenchées en 1958 (épisode 6), la fin de l’indépendance de Zanzibar (épisode 12), la traite esclavagiste à destination du Yémen (épisode 23) ou encore la recherche de nouveaux traitements (épisodes 8 et 22). À noter sur ce dernier point que des équipes de chercheurs explorent aujourd’hui encore les jungles tropicales (Bornéo, Amazonie, etc.) à la recherche de nouveaux remèdes à base de plantes (ou animaux) rares.

## Publications
| no | Année | no de parution dans Pilote | Titre                              | Résumé | Remarque |
| -- | ----- | -------------------------- | ---------------------------------- | --- | --- |
| 1  | 1963  | 200                        | Fièvres dans les Tierras Calientès | On fait connaissance des trois héros de l’histoire, l’Indienne Indra Shânnen, le Sénégalais Djimé Momar et le Français Pierre Legé tous médecins de l’OMS. Cette première mission les emmène à Barranquilla en Colombie pour lutter contre une épidémie de vomito negro. Ils y gagneront une mascotte, Angelo, un bébé crocodile que l’on retrouvera dans certaines de leurs aventures. | L’héroïne de la série est présentée comme hindoue et non comme indienne. C’était à peu près d’usage à l’époque même si tous les hindous ne sont pas indiens et les indiens ne sont pas tous hindous. Notons également que le nom de l’héroïne finira par perdre son accent circonflexe et parfois aussi un de ses N. Quant au patronyme de Pierre il variera de Légé à Léger au gré des épisodes. |
| 2  | 1963  | 203                        | Le jugement du fleuve              | L’action se déroule sur le Nil Bleu à la frontière égypto-éthiopienne. Ce détail est fautif puisqu’au moment où parait cette histoire, il n’y a plus de frontière commune entre les deux pays, le Soudan ayant été reconnu indépendant dès 1956. | |
| 3  | 1963  | 208                        | La contrebande de l’opium          | Aventures en Birmanie dans la région du Triangle d’Or. On sourit aujourd’hui à la lecture de l’épisode puisqu’il suffit d’une simple vaccine pour guérir de la dépendance de l’opium. | |
| 4  | 1963  | 210                        | Le péril des Mers du Sud           | Le Dr Shânnen part à la recherche de ses amis, prisonniers de Papous en Nouvelle-Guinée à la suite du naufrage de leur navire lors d’un typhon. | |
| 5  | 1963  | 212                        | Les charros de la Sierra Nevada    | Pierre Legé a disparu au Mexique. | Le texte d’introduction parle de 27 millions de Mexicains. Ils étaient en fait un peu plus de 35 millions à l’époque et plus de 120 en 2015. |
| 6  | 1963  | 216                        | Famine en terre Scoresb            | Une épidémie de variole sévit au Groenland. | |
| 7  | 1964  | 233                        | La terre bouge en Iran             | L’OMS envoie le trio de choc en Iran à la suite d'un tremblement de terre. | |
| 8  | 1964  | 239                        | Le sorcier d’Amazonie              | Chez les Jivaros nos amis cherchent de nouvelles plantes pour de nouveaux remèdes. | |
| 9  | 1964  | 244                        | Tornade sur l’Orénoque             | Attaqué par un anaconda, un homme doit subir une opération d’urgence. Seul moyen accessible, l’avion mais une tempête s’annonce. | L’action est menée par Indra, Pierre et Djima font leur apparition à la dernière planche. |
| 10 | 1964  | 246                        | La ville engloutie                 | Lors d’une mission au Yémen nos amis vont trouver un site archéologique caché et seront victimes (involontaires) des effets du haschich. | |
| 11 | 1964  | 248                        | La charge des buffles              | Mission au Kenya. | |
| 12 | 1964  | 271                        | Le dernier sultan de Zanzibar      | Des cas d’empoisonnement surviennent à Zanzibar. Sont-ils accidentels ou criminels ? | L’île était en pleine actualité puisque après l’obtention de l’indépendance en décembre 1963, elle avait rejoint le Tanganyika en avril 1964 pour former la Tanzanie. |
| 13 | 1965  | 277                        | La mort aux diamants               | Alors qu’ils voguent vers Aden sur le paquebot Glasgow, notre trio est impliqué dans une affaire de contrebande de diamants. | |
| 14 | 1965  | 279                        | Pièges pour voleurs de perles      | À Tokyo, lors d’un congrès sur l’évacuation des blessés en cas de séisme, des malfrats se font passer pour des délégués de l’OMS afin de commettre un forfait. | |
| 15 | 1965  | 282                        | Le séisme d’Alaska                 | Les médecins sont envoyés en Alaska. | En envoyant l’équipe de choc panser les plaies des victimes du tremblement de terre de l’Alaska les auteurs collent à la récente actualité puisqu’un important séisme avait eu lieu peu de temps avant à Anchorage provoquant directement 115 morts et 311 millions $ de dégâts. |
| 16 | 1965  | 285                        | La mort liquide de Macédoine       | Cette fois ci c’est dans les montagnes grecques et sur les effets d’un barrage que planchent les médecins de l’OMS. | |
| 17 | 1965  | 287                        | Les dieux de Calcutta              | Une épidémie de peste menace Calcutta. Heureusement l’OMS a une équipe sur place. | |
| 18 | 1965  | 301                        | La transhumance des rennes         | Envoyés en Laponie pour mieux comprendre les raisons d’une mystérieuse épidémie, Djimé, Indra et Pierre se retrouvent coincés par une crevasse. | |
| 19 | 1965  | 305                        | Les naufragés de l’Orenoque        | Un avion de la Brasilian Airways s’est écrasé dans la forêt amazonienne. Djime et Pierre sont parachutés sur place pour secourir les blessés éventuels alors qu’Indra ronge son frein à la base. | |
| 20 | 1965  | 307                        | Le casse–tête du Dayak             | Pourquoi les Chinois de Bornéo ont-ils onze fois plus de maladies d’estomac que les autres habitants de l’île. Les limiers de l’OMS enquêtent. | |
| 21 | 1965  | 310                        | Drapeau jaune : choléra à bord !   | Alors qu’ils ramènent des virus au bord du bateau qui les conduit vers l’Europe, nos héros sont victimes de bandits qui risquent bien de provoquer une contagion mortelle. | |
| 22 | 1966  | 328                        | Ouragan sur la Terre de Feu !      | Une plante rare poussant en Terre de Feu pourrait peut-être permettre de soigner le cancer. Le trio se rend à Punta Arenas. | |
| 23 | 1967  | 376                        | Les derniers esclavagistes         | Alors qu’ils luttent contre le paludisme à grands coups de DDT en Éthiopie, nos amis doivent faire face aux Danakils. Ceux-ci raptent Indra pour la revendre sur un marché aux esclaves destinés au Yémen. | |